# Iurie Reabuhin
Iurie Reabuhin (n. 8 februarie 1939 – d. 7 martie 2019) a fost un matematician moldovean, care a fost ales ca membru titular al Academiei de Științe a Moldovei.